# 下營庄
下營庄，為1920年－1945年間存在之行政區，轄屬臺南州曾文郡。今台南市下營區。

## 街庄原名
原屬
- 茅港尾東堡之茅港尾庄、蔴荳藔庄
- 茅港尾西堡之十六甲庄、下營庄、大敦藔庄
  - 蔴荳藔庄改稱麻豆寮[1]

## 行政區劃
下營庄轄域內分為下營、茅港尾、麻豆寮、十六甲、大屯寮五個大字。

## 歷任首長
下營庄長
| 街長姓名   | 區長任期         | 備註 |
| ---------- | ---------------- | ---- |
| 郭睿       | 1920年10月 -     |      |
| 高木勝次郎 | - 1945年11月25日 |      |